# Bigă (atelaj)

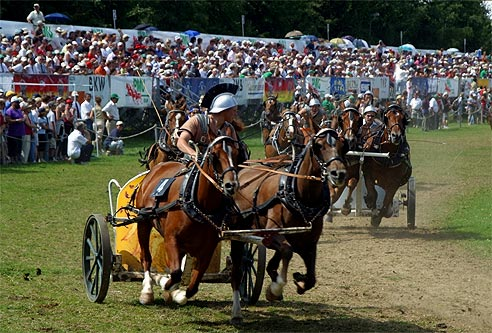
Reconstituire modernă a unei curse de bige

Bigă (pl. bige din latină biga) este un car de luptă roman, de obicei cu două roți, tras de doi cai. 
Se utiliza în luptă sau în competiții de curse ale carelor de luptă, organizate în hipodrom.
Staterii de aur ai regelui macedonean Filip II (359—336), care au circulat și în Dacia, reprezintă pe față capul lui Apollon, iar pe revers un car cu doi cai (bigă). După părerea celor mai mulți numismați, biga reprezentată pe reversul monedei trebuie pusă în legătură cu victoria lui Filip la Jocurile Olimpice antice în anul 356.
Pe poarta a 3-a a Cetății Alba Carolina este reprezentată și întoarcerea victorioasă din războiul împotriva turcilor a mareșalului Eugeniu de Savoia, urcat într-o bigă trasă de doi lei și primirea sa triumfală din partea unei femei personificând Victoria, care îi oferă macheta cetății (relief, fațada exterioară a porții, deasupra intrării laterale stânga).